# Renault Vivasport

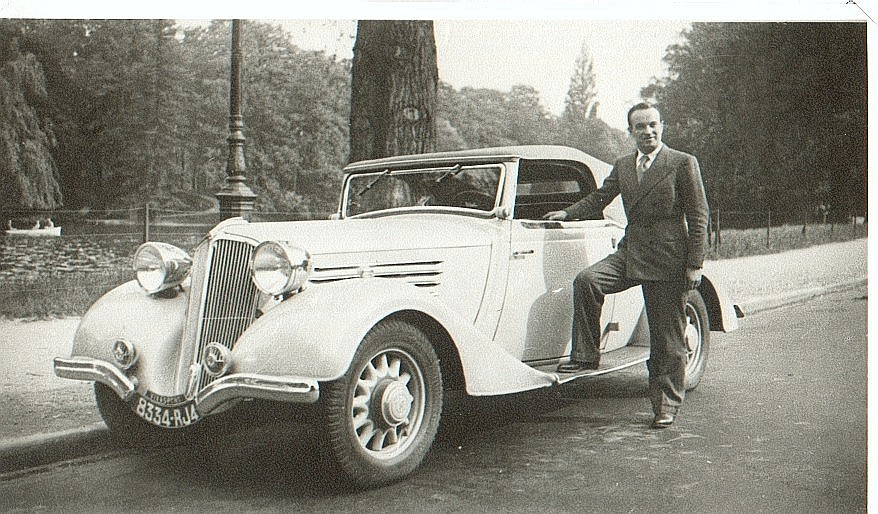
Mit drei bis vier Lüftungsschlitzen:
Type YZ 4 (1934)

Der Renault Vivasport war ein Personenkraftwagenmodell der Zwischenkriegszeit von Renault. Die Typencodes lauteten Type YZ, Type ACM, Type BCT und Type BCY.

## Beschreibung
Die nationale Zulassungsbehörde erteilte der ersten Ausführung am 25. September 1933 die Zulassung. 1938 endete die Produktion ohne Nachfolger.

### Type YZ 2
Der wassergekühlte Sechszylindermotor mit 80 mm Bohrung und 120 mm Hub leistete aus 3619 cm³ Hubraum 85 PS. Die Motorleistung wurde über eine Kardanwelle an die Hinterachse geleitet. 
Das Fahrgestell hatte einen Radstand von 294,4 cm und eine Spurweite von 144 cm vorne bzw. 145,4 cm hinten. Es wog 1150 kg. Das Fahrzeug war 425 cm lang und 180 cm breit. Der Wendekreis war mit 14 Metern angegeben. Zur Wahl standen Limousine, Cabriolet und Coupé. An den Seiten der Motorhaube befanden sich vier ungleich große Lüftungsklappen. Die vordere Stoßstange war in der Mitte nach unten gebogen.

### Type YZ 4
Im Oktober 1934 erschien diese Ausführung. An den Seiten der Motorhaube waren drei bis vier waagerechte Lüftungsschlitze. Zwischen den beiden kurzen vorderen Stoßstangen befand sich das Kraftfahrzeugkennzeichen.  Am 26. März 1935 endete die Produktion dieser Ausführung.

### Type ACM 1
Ab 26. März 1935 wurde diese Ausführung vermarktet, die bereits am 7. Dezember 1934 seine Zulassung erhielt. Eine größere Zylinderbohrung von 85 mm sorgte für 4086 cm³ Hubraum. Optisch gab es keine Unterschiede zum Type YZ 4. Im Gegensatz zum Type YZ 2 waren die Fahrzeuge nun 445 cm lang. Im gleichen Jahr endete die Produktion.

### Type BCT 1
Erst im Oktober 1936 erschien die nächste Ausführung auf dem Pariser Automobilsalon. Die Zulassung erfolgte am 16. Dezember des Jahres, und die Vermarktung begann im gleichen Monat. Der Motor leistete 95 PS. Der Kühlergrill war seitlich abgerundet, die Scheinwerfer weitgehend in die vorderen Kotflügel integriert und die einteilige vordere Stoßstange war gerade. In den Seiten der Motorhaube befanden sich fünf Lüftungsöffnungen in Parallelogramm-Form. Bei einem Radstand von 296 cm und einer einheitlichen Spurweite von 145,4 cm war das Fahrzeug 468,5 cm lang. Eine andere Quelle nennt 476 cm Fahrzeuglänge und 175 cm Fahrzeugbreite. Das Fahrgestell wog 930 kg. Einzige verfügbare Karosserieversion war eine Limousine mit sechs Sitzen. Der Verzicht auf Trittbretter sorgte für eine größere Innenbreite.

### Type BCY 1
Diese Ausführung erhielt am 25. Februar 1937 seine Zulassung und wurde ab März 1937 vermarktet. Der Unterschied zum Vormodell bestand in einem mechanischen Bremskraftverstärker. 

### Type BCY 2
Im Oktober 1937 folgte die Version, die sich nur in Details wie Zierleisten unterschied. Eine kleine Modellpflege im März 1938 hatte ebenfalls nur minimale Änderungen zur Folge.